# Montemaggiore al Metauro
Montemaggiore al Metauro – była gmina i od 1 stycznia 2017 r. jedna z frakcji (wł. frazioni) gminy Colli al Metauro we Włoszech, w regionie Marche, w prowincji Pesaro i Urbino.
Według danych na rok 2004 gminę zamieszkiwały 2123 osoby, 163,3 os./km².